# Rozanolixizumab
Il rozanolixizumab, venduto con il nome commerciale di Rystiggo, è un anticorpo monoclonale umanizzato e chimerico, impiegato nel trattamento della miastenia gravis. L'indicazione terapeutica riguarda, nello specifico, i pazienti di età pari o superiore a 12 anni che presentano miastenia gravis e risultano positivi agli anticorpi contro l'acetilcolina e/o contro alcuni tipi di tirosin chinasi.
Il farmaco agisce bloccando il recettore neonatale per il frammento Fc; è somministrato mediante iniezioni sottocutanee.
Gli effetti collaterali più comunemente osservati sono cefalea, infezioni opportunistiche, diarrea, febbre, reazioni di ipersensibilità e nausea.
L'uso medico del rozanolixizumab è stato approvato nel giugno 2023 negli Stati Uniti e nel gennaio 2024 nell'Unione europea.